# جون كير (لاعب كرة قدم)
جون كير (بالإنجليزية: John Kerr)‏ (23 نوفمبر 1959 في المملكة المتحدة - 4 يونيو 2006 بفرنسا في المملكة المتحدة) هو لاعب كرة قدم بريطاني في مركز الهجوم. لعب مع ستوكبورت كونتي ونادي بريستول سيتي ونادي بوري ونادي ترانمير روفرز لكرة القدم.